# Segersäng
Segersäng är en tätort i Nynäshamns kommun i Stockholms län. Segersäng har 801 invånare (2023).

## Historia
När Nynäsbanan öppnades år 1901 inrättades en station med namnet Sorunda. Denna namnändrades 1917 till Segersäng och flyttades också cirka 100 meter. 
Bebyggelsen runt stationen var obetydlig fram till början av 2000-talet. Det samhälle med omfattande villabebyggelse som då växte fram klassades år 2005 av SCB som en småort för att 2010 uppgraderas till tätort.

### Befolkningsutveckling
| Befolkningsutvecklingen i Segersäng 2005–2020       | Befolkningsutvecklingen i Segersäng 2005–2020 | Befolkningsutvecklingen i Segersäng 2005–2020 | Befolkningsutvecklingen i Segersäng 2005–2020 | Befolkningsutvecklingen i Segersäng 2005–2020 |
| --------------------------------------------------- | --------------------------------------------- | --------------------------------------------- | --------------------------------------------- | --------------------------------------------- |
|                                                     |                                               |                                               |                                               |                                               |
| År                                                  |                                               |                                               | Folkmängd                                     | Areal (ha)                                    |
| 2005                                                | 2005                                          |                                               | 192                                           | 38#                                           |
| 2010                                                | 2010                                          |                                               | 608                                           | 56                                            |
| 2015                                                | 2015                                          |                                               | 757                                           | 83                                            |
| 2020                                                | 2020                                          |                                               | 765                                           | 82                                            |
| Anm.: Ny småort 2005, ny tätort 2010. # Som småort. |                                               |                                               |                                               |                                               |

## Samhället
I Segersäng finns en kommunal förskola .
I sin översiktsplan  räknar Nynäshamns kommun att cirka 250 ytterligare bostäder ska tillkomma i Segersäng fram till år 2030. Man eftersträvar en tätare och blandad bebyggelse i anslutning till stationen. I blandad bebyggelse ingår hyresrätter.  Detta är delvis för att ge underlag för en dagligvarubutik. Längre från stationsområdet vill man bevara den nuvarande lantliga karaktären på området.

## Kommunikationer
Den nuvarande stationen på Stockholms pendeltågsnät byggdes år 2008  som mötesstation på den enkelspåriga bandelen. Den har en mittplattform, men saknar spärrlinje. Restiden från Stockholm City är cirka 40 minuter. Storstockholms lokaltrafik (SL) räknar med cirka 200 påstigande en normal vintervardag år 2010, vilket gör Segersäng till en av nätets minst belastade stationer. Det innebär dock en fördubbling sedan 2007.
I Segersäng finns det under högtrafik bussanslutning med SL:s linje 850 mot Grödby - Trollsta vägskäl. Busslinjen körs av det lokala bussföretaget Kerstins Taxi och Buss.
Järnvägsstationen förekommer i detektivromanen Lysande landning av Stieg Trenter.